# Goslings gors
De Goslings gors (Emberiza goslingi) is een zangvogel uit de familie van gorzen (Emberizidae).

## Verspreiding en leefgebied
De soort kom tvoor in Mauritanië en Senegal tot ZW-Soedan en NO-Congo-Kinshasa.